# Maleevus
Maleevus (na počest sovětského paleontologa J. A. Malejeva) byl rod obrněného ankylosauridního dinosaura, který žil asi před 90 miliony let v období svrchní křídy. Jeho nekompletní lebka a spodní čelist byla objevena roku 1952 v křídových sedimentech Mongolska. Tento ptakopánvý dinosaurus dosahoval délky asi 6 metrů, takže patřil k poměrně velkým ankylosaurům. Stejně jako jeho příbuzní představoval silně „obrněného“ čtyřnohého býložravce, schopného aktivní obrany před útoky velkých teropodních dinosaurů (zejména před rodem Tarbosaurus bataar). Jeho zbraní byla nejspíš těžká kostěná ocasní palice.
V současnosti je znám jediný druh tohoto rodu, typový M. disparoserratus. Rodové jméno odkazuje k postavě významného sovětského paleontologa Jevgenije Alexandroviče Malejeva, který zkameněliny z pouště Gobi zkoumal. V roce 1987 popsala tyto fosílie sovětská paleontoložka Turmanová. Je však možné, že se jedná o zástupce již dříve popsaného roku Talarurus.